# Dužac (Ist)
Dužac je majhen nenaseljen otoček v Jadranskem morju in pripada Hrvaški.
Dužac leži okoli 2 km jugozahodno od zahodne obale otoka Ist. Njegova površina meri 0,013 km². Dolžina obalnega pasu je 0,49 km. Najvišje točka na otočku je visoka 6 mnm.